# El psicólogo
«El psicólogo» es el sencillo debut del cantante colombiano Sebastián Yatra, lanzado el 5 de octubre de 2014 como primer sencillo oficial de su primer álbum del estudio, el cual fue lanzado en febrero de 2015.

## Historia y lanzamiento
Sebastián había trabajado durante 3 años en lo que sería su carrera artística, entrenando musicalmente, con importantes profesores y músicos, y finalmente escribió junto a sus dos mejores amigos una canción titulada "El Psicólogo" que fue producido por Yhonny Atella y Ender Thomas. y Masterizado por Tom Coyne quien ha trabajado con Beyoncé, Taylor Swift, Adele, Pink y Britney Spears entre otros.
El 5 de octubre fue lanzada por MACKEDICHES Records a través de i Tunes principalmente en Estados Unidos y luego el cantante se radicó en Colombia para promocionar su canción por Latinoamérica.

## Vídeo musical
El vídeo musical de "El Psicólogo" fue dirigido por Simon Brand un director colombiano que ya había trabajado para Gloria Estefan, Marc Anthony, Carlos Vives y Christina Aguilera entre otros, y fue rodado en las playas de California Estados Unidos. Fue comparado con videos como "What Makes You Beautiful" de One Direction, "Teenage Dream" de Katy Perry, "Sometimes" de Britney Spears y "Tu amor" de RBD.
El video logra ejemplificar la letra de la canción, Sebastián Yatra y sus amigos disfrutan una tarde de playa, sol, brisa y mar, aunque la canción no tiene un contexto alegre. Finalmente el protagonista logra conseguir su objetivo que es enamorar a la chica que lo ignora.
Fue estrenado el 20 de enero de 2014 en su canal personal de YouTube, y el 3 de junio del mismo año fue publicado en su cuenta oficial de Vevo.

## Crítica
«El Psicólogo» contó con críticas completamente positivas, según el periódico "El Colombiano" Yatra esta en su mejor momento, al iniciar su carrera musical con pie derecho, de la mano de un excelente grupo de trabajo, y un rendimiento comercial más que positivo, resalto además que es asombroso que Yatra que ha vivido la mayor parte de su vida en Miami decida cantar en español y radicarse en Medellín - Colombia para promocionar su tema. El diario "El Tiempo" escribió que Yatra es un joven talentoso que busca grandes oportunidades y ha empezado a cumplir sus sueños, y que el psicólogo es su carta de presentación al mundo. El famoso blog "ColombiaPop" escribió que es evidente que el cantante colombiano se influencia en la reconocida banda Reik y comparó los estilos del cantante con la agrupación, y afirmó que Yatra tiene el debut musical más grande de Colombia en los últimos tiempos, agregando que no todo artista debutante logra posicionar su primera canción en las cimas de las listas musicales.

## Ventas e impacto
El sencillo logró grandes logros en Latinoamérica y Estados Unidos ingresando al top 10 de diferentes listados. En Estados Unidos logró la posición #8 del listado de música latina de Billboard, en Venezuela alcanzó la cima durante 3 semanas consecutivas, y un caso igual ocurrió en Ecuador, donde llegó a la primera posición de la lista, y se mantuvo por 5 semanas no consecutivas.
El Colombia el cantante debutó en la posición 10 de la National Report y al pasar las semanas logró llegar hasta la tercera posición en su máxima estancia, ubicándose detrás de "Entre tanta gente" de Lucas Arnau y "Tu" de Naela, siendo una gran hazaña para la lista, teniendo en el top 3 a artistas colombianos.

## Posicionamientos en listas
| País           | Lista                     | Mejor posición |      |
| 2013           | 2013                      | 2013           | 2013 |
| -------------- | ------------------------- | -------------- | ---- |
| Colombia       | National Report           | 3              |      |
| Ecuador        | Ecuador Top 100           | 1              |      |
| Venezuela      | Venezuela Top 100         | 1              |      |
| Estados Unidos | Billboard Hot Latin Songs | 8              |      |